# Arachnospila abnormis
Arachnospila abnormis (лат.) — вид дорожных ос рода Arachnospila (Pompilidae). Встречается в Палеарктике.

## Описание
Как и другие представители подрода Ammosphex, это средних размеров красно-чёрная дорожная оса (длина 5—9 мм). Самец этого вида отличается от других самцов видовой группы Arachnospila (Ammosphex) abnormis (гипопигий вентро-преапикально с пучком длинных прямых волосков медиально) наличием одного ряда щетинок (не волосков) на гипопигии базально-латерально. Самка этого вида очень похожа на самку Arachnospila (Ammosphex) kuwayamai (Ishikawa, 1966) по апикальному шипу первого протарзомера длиной более 0,5 длины второго протарзомера 2, по блестящему фронту, по отношению длины первого жгутика к его ширине 3,2—3,9, по протарзомеру 1 с тремя шипами, но явно отличается наличием изогнутой 2-й жилки переднего крыла.

## Распространение
Этот вид встречается в Палеарктике: Россия (Приморский край, Хабаровский край, Амурская область, Северный Сахалин, Камчатка, Магаданская обл, Чукотка; северо-восток, центр и юг европейской части), Австрия, Бельгия, Чехия, Дания, Финляндия, Франция, Германия, Италия, Люксембург, Норвегия, Польша, Швеция, Швейцария, Нидерланды, Украина, Беларусь, Казахстан, Северо-Восточный Китай, Кыргызстан.

## Биология
A. abnormis — одиночная оса, гнездится в естественных полостях в земле, иногда самки роют короткие туннели, заканчивающиеся одной ячейкой. Вид A. abnormis является хозяином для ос-клептопаразитов: Evagetes sahlbergi (Dahlbom) и E. siculus (Lepeletier).